# Rhinotus celebensis
Rhinotus celebensis är en mångfotingart som beskrevs av Carl 1912. Rhinotus celebensis ingår i släktet Rhinotus och familjen Siphonotidae. Inga underarter finns listade i Catalogue of Life.